# Đo (Apple)
Đo là một ứng dụng thực tế tăng cường trên iOS do Apple phát triển cho iPhone và iPad. Sử dụng ARKit 2 của Apple, nó cho phép người dùng đo các đối tượng bằng cách hướng camera của thiết bị vào đối tượng cần đo.
Ứng dụng đã được công bố trong Hội nghị các nhà phát triển toàn cầu của Apple 2018 vào ngày 4 tháng 6 năm 2018. Nó chính thức phát hành vào ngày 17 tháng 9 năm 2018, cùng với iOS 12 và yêu cầu iPhone và iPad được trang bị con chip Apple A9 và các chip mới hơn, chẳng hạn như iPhone 6S, iPhone SE thế hệ thứ nhất, iPad (2017), những đời máy mới hơn và iPad Pro.